# Operation Flashpoint: Cold War Crisis
Operation Flashpoint: Cold War Crisis ist ein Computerspiel des tschechischen Entwicklerstudios Bohemia Interactive, das am 22. Juni 2001 von Codemasters für Windows veröffentlicht wurde. Es ist ein bedeutender Vertreter des Genres der Taktik-Shooter. Die fiktive Kampagne simuliert den Kampf der sowjetischen Armee mit NATO-Truppen um die Vorherrschaft über drei Inseln. 2001 und 2002 wurde das Spiel durch die Erweiterungen Red Hammer und Resistance erweitert, am 17. November 2005 erschien unter dem Titel Operation Flashpoint: Elite eine angepasste Version für die Xbox. Seit 2011 wird der Titel unter der Bezeichnung Arma: Cold War Assault vertrieben. Namensrechteinhaber Codemasters veröffentlichte zwei Nachfolger mit dem Titel Operation Flashpoint: Dragon Rising (2009) und Operation Flashpoint: Red River (2011).

## Handlung
Operation Flashpoint thematisiert fiktive militärische Auseinandersetzungen im Kalten Krieg während der 1980er, in denen sich Einheiten der US Army und der Roten Armee auf den fiktiven Inseln Everon, Malden und Kolgujev bekämpfen. Durch die Erweiterung Resistance kam noch die Insel Nogova hinzu. Die Missionen bestehen nur zu einem relativ geringen Teil aus Gefechten oder spektakulären Schlachten, sondern stellen vielmehr am Anfang meist den Soldatenalltag an der Front dar, dessen wahre Tragik und Gefahr sich erst durch überraschende Wendungen äußert. Relativ oft muss der Spieler dabei unauffällige Nebentätigkeiten wie Patrouillengänge oder Kurierfahrten ausführen, auf denen die Spielerfigur in Gespräche mit anderen Soldaten verwickelt wird. Geskriptete Ereignisse sorgen für unvorhergesehene Wendungen.

### Kampagne 1985
Dreh- und Angelpunkt dieser Kampagne sind die drei Inseln Everon (eigentlich freie, unbesetzte Insel), Malden (von NATO-Truppen besetzte Insel) und Kolgujev (von russischen Truppen besetzte Insel). Der sowjetische General Guba hat sich zum Ziel gesetzt, Everon und Malden wieder unter seine Kontrolle zu bringen. Der Spieler übernimmt im Rahmen der Einzelspieler-Kampagne die Rolle verschiedener Soldaten der NATO-Truppe, welche die Inseln gegen die Truppen des abtrünnigen sowjetischen Generals Guba verteidigen.
Man startet als einfacher Soldat namens David Armstrong auf einer kleinen Nebeninsel Maldens, die zum Stützpunkt der NATO-Truppen ausgebaut wurde. Das Intro zeigt wie man mit seinen Kameraden in einer Hütte sitzt und dem Radio lauscht, während der Ausbilder reinplatzt und alle zum Training verdonnert. Hier erlernt man dann die Grundsteuerung des Spiels (Sprinten, kriechen, schießen usw.). Hat man dies hinter sich gebracht, folgt eine weitere Videosequenz, in der man von Oberst Blake (Befehlshaber der NATO-Truppen) darüber aufgeklärt wird, dass unbekannte Truppen Everon angegriffen haben sollen.
In der folgenden Mission wird man per Blackhawk-Hubschrauber nahe die Stadt „Morton“ gebracht, wo man dann auch direkt seine Feuertaufe erhält. Darauf folgen eher kleinere Missionen, in denen man Soldaten chauffieren oder Patrouillengänge im Wald absolvieren muss. Interessant ist zu wissen, dass die NATO-Truppen zu diesem Zeitpunkt der Geschichte zahlenmäßig gnadenlos unterlegen sind. Die nächste wichtige Mission ist, ein kleines Dorf namens „Montignac“ zu erobern. Diese Mission läuft jedes Mal anders ab. Manchmal kann man das Dorf erobern und muss sich hingegen später wieder zurückziehen, oder man muss sich bereits zurückziehen, bevor das Dorf überhaupt gesichtet wird.
Danach wird vermeldet, dass alle NATO-Truppen aus Everon abrücken. Dummerweise schafft es der Hauptcharakter natürlich nicht, rechtzeitig zum Evakuierungspunkt zu gelangen. So ist man allein auf feindlichem Territorium, kurz darauf wird man von den gegnerischen Truppen gefangen genommen und gleich danach von örtlichen Widerstandskämpfern gerettet, für die man im Anschluss ein paar Aufträge erledigen muss, ehe ein NATO-Boot kommt, um einen abzuholen. Es folgt ein langer Kampf um die Vorherrschaft in Malden. Die NATO-Truppen können die Sowjets jedoch von dort vertreiben und schließlich mit der Rückeroberung Everons beginnen. Auf Malden schlüpft man zum ersten Mal in die Haut eines anderen Charakters, nämlich Robert Hammer, seines Zeichens Panzerkommandant.
Wieder auf Everon, muss man sowohl als David Armstrong (der zu dem Zeitpunkt schon Leutnant ist und seine eigene Truppe befehligt), als auch als Robert Hammer spielen. Zudem wird noch ein anderer Charakter vorgestellt, nämlich Sam Nicholls, Hubschrauber- und später Kampf- und Flugzeugpilot (wird später über Kolgujev abgeschossen und gefangen genommen). Nach der Rückeroberung Everons greifen die NATO-Truppen Kolgujev an und können nach einigen harten Gefechten auch General Guba festnehmen, der – wie sich mittlerweile herausgestellt hat – ohne politische Rückendeckung auf eigene Faust die Invasion begonnen hatte.
Zwischendurch schlüpft man immer wieder mal in die Rolle von James Gastovski, Veteran aus vergangenen Kriegen und Anführer einer Sondereinheit. Mit ihm muss man hinter den feindlichen Linien Depots in die Luft sprengen, Panzer sabotieren und so weiter.
Am Ende der Kampagne gibt es noch eine Bonusmission („Status Quo“). Als James Gastovski fliegt man mit einem kleinen Privatflugzeug zum Flughafen von Everon. Dort leiht man sich ein Auto und muss seine alten Kameraden abholen, nämlich: David Armstrong, der in einer Kaserne wartet, Robert Hammer, der in der Stadt Lametin wartet und Sam Nicholls, der an einem See angelt. Hat man alle eingesammelt, fährt man zur örtlichen Kneipe und trinkt dort ein Bier.

### Erweiterungen
Red Hammer beschreibt die Invasion der Inseln aus Sicht der roten Armee (als Soldat Dimitri Lukin), Resistance hingegen ist im Jahr 1982 vor dem Hauptprogramm angesiedelt und erzählt die Geschichte einer Widerstandsgruppe (unter der Leitung von Viktor Troska), welche die Insel Nogova gegen einrückende sowjetische Truppen unter Leitung des damaligen Oberst Guba verteidigt. Die Erweiterung bietet eine komplett neue Insel und den zusätzlichen Punkt, in der Kampagne auch das Kriegsmaterial der eigenen Truppe verwalten zu müssen.

## Spielprinzip

### Allgemein
Operation Flashpoint ist ein Taktik-Shooter, der Wert auf Realitätsnähe legt und vom Spieler planvolles Vorgehen verlangt. Der Spieler erhält im Verlauf des Feldzugs Kampfaufträge als Fußsoldat, Elitesoldat, Panzerfahrer, Hubschrauber- bzw. Jagdbomberpilot und Offizier. Der Spieler steuert in der Regel eine Spielfigur, ist in einigen Missionen jedoch zugleich auch Truppenführer für bis zu elf vom Programm gesteuerte Soldaten, denen er taktische Anweisungen geben kann. Das Spielgeschehen kann wahlweise aus der Ego- oder Verfolgerperspektive betrachtet werden, als Truppenführer steht ihm außerdem eine eingeschränkte Vogelperspektive zur Verfügung.
Die gesteigerte Realitätsnähe bewirkt unter anderem, dass die Spielfigur nur wenige Treffer erhalten darf, bis sie kampfunfähig wird. Verwundungen wirken sich negativ auf die Handlungsfähigkeit aus, führen beispielsweise zu einem Zittern der Hände und damit zu ungenaueren Schüssen oder dass Figuren mit verletzten Beinen sich nur noch kriechend fortbewegen können. Soldaten können außerdem an Erschöpfung leiden. Zu schnelles Rennen belastet die Soldaten und hat ebenfalls zittrige Hände sowie eine hörbar erhöhte Atemfrequenz zur Folge. Auch das Waffenverhalten ist im Vergleich zu anderen Spielen realitätsnäher. Zielgenaues Schießen während des Rennens ist deutlich erschwert, stattdessen stehen für Fußsoldaten zahlreiche verschiedene Fortbewegungsmöglichkeiten und Gangarten zur Auswahl.
Da Operation Flashpoint größtenteils im freien Gelände angesiedelt ist, müssen feindliche Einheiten oftmals über hunderte von Metern Entfernung beschossen werden. Der Spieler muss dabei seine Waffe über Kimme und Korn genau ausrichten und entsprechend vorhalten, um Treffer zu erzielen. Bei Waffen mit Dauerfeuer-Modus muss der Spieler die Streuung berücksichtigen, Gewehre mit Zielfernrohren dagegen erleichtern das Zielen. Panzerfäuste können nur im Hocken abgefeuert werden und Handgranaten fliegen bei einem Wurf mit Anlauf weiter. Weiterhin wird, bedingt durch das Freiland-Szenario, im Spiel auch großer Wert auf Deckung gelegt. Der Spieler kann sich hinter oder in einer Vielzahl von Pflanzen, Objekten oder Gebäuden verstecken und dem Feind auflauern. Auf diese Weise sind die Gefechte sehr viel realistischer, da Richtung und Quelle feindlichen Beschusses nur selten sofort bestimmt werden können.
Eine weitere wichtige Rolle spielt die Kommunikation innerhalb der Verbände. Über Funk werden Feindsichtungen, Erfolge und Verluste gemeldet sowie Befehle erteilt und Hilfe angefordert. Auf diese Weise muss der Spieler in der Rolle des Offiziers auch sämtliche taktischen Anweisungen geben. Dazu gehören konkrete Aufgaben wie die Vergabe von Zielen und Wegpunkten, aber auch generelle Anweisungen zu Kampf- und Bewegungsverhalten sowie Formationen.
Im Spiel besteht die Möglichkeit, jedes verfügbare Fahr- und Flugzeug steuern zu können, fast jedes Gebäude ist betretbar – es sei denn, die Türen sind verschlossen. Standardmäßig werden alle Kampfpanzer von einer Dreimannbesatzung (Kommandant, Schütze, Fahrer) bedient. Diese Personen können einzeln gesteuert und auch jederzeit hinaus befohlen werden.
Die integrierte Speicherfunktion beschränkt den Spieler auf einen einzigen Spielstand pro Mission. Vor wichtigen Ereignissen legt das Spiel teilweise jedoch auch automatisch Speicherstände an.

### Spielwelt
Das Spiel simuliert die Umgebung des Spielers mit wichtigen und für die realistische Wahrnehmung bedeutenden Details. Sternenhimmel, Wetter und Gezeiten werden realitätsnah simuliert. In der Originalkampagne des Spiels bricht man beispielsweise als Gefangener aus einem russischen Lager aus und hat weder Kompass noch Karte zur Hand. Zurecht findet man sich schlicht über den genau simulierten Sternenhimmel, welcher alle Sternbilder, somit auch den Polarstern enthält, mit dessen Hilfe man sich den Weg in Richtung befreundete Truppen im Süden weisen kann.
Weiter wird auch ein natürliches Klangumfeld simuliert. An der Küste rauscht das Wasser, auf dem Feld zirpen Grillen, Glockenschläge kündigen die Uhrzeit an, aber auch Kampfgeschehnisse werden detailgetreu berechnet: Schlägt etwa auf einige Kilometer Entfernung eine Panzergranate ein, so hört man nur ein dumpfes Grollen am Horizont, wobei eine entfernte Explosion aufgrund der endlichen Schallgeschwindigkeit zuerst gesehen und dann entsprechend zeitversetzt gehört wird.
Die Inselszenarien des Spiels verfügen über etliche größere und kleinere Orte, die durch Straßen unterschiedlicher Größe und Beschaffenheit miteinander verbunden sind. Dazwischen finden sich kleine Details wie Straßenschilder, Leitungsmasten oder Zäune. Die Ortschaften selbst bestehen aus verschieden großen, teilweise begehbaren Gebäuden von der Größe kleiner Baracken bis hin zu großen Villen oder ganzen Kirchen.
Die Landschaft selbst ist mehr oder weniger hügelig und mit verschiedenen Pflanzen bewachsen, an denen sich unterschiedliche Landschaftsarten ausmachen lassen. So finden sich auf den im Spiel enthaltenen Inseln flaches Weideland, ausgedehnte und für Fahrzeuge unpassierbare Wälder, karge Gebirgsrücken und auch felsige Steilküsten.

## Entwicklung

Logo des Addons Resistance

2001 und 2002 sind die beiden Erweiterungen Red Hammer und Resistance erschienen. Des Weiteren wurde das Spiel durch einzelne Patches mit weiteren Fahrzeugen und Waffen erweitert.
Zwischen Entwickler Bohemia Interactive und Publisher Codemasters kam es zu rechtlichen Auseinandersetzungen um die Markenrechte, die bei Codemasters verblieben und unter deren Bezeichnung das Unternehmen später zwei Nachfolger entwickeln ließ, die sich jedoch von den Schwerpunkten des Erstlings entfernten (s. u.). Bohemia veröffentlichte stattdessen eine neue Reihe mit dem Titel Arma: Armed Assault. 2011 erwarb Bohemia Interactive schließlich die Vertriebsrechte am Spiel zurück, nicht jedoch die Rechte am Markennamen Operation Flashpoint. Zum zehnjährigen Jubiläum des Spiels wurde es von Bohemia unter dem neuen Titel Arma: Cold War Assault in einer überarbeiteten Fassung mit der Versionsnummer 1.99 erneut veröffentlicht, Besitzer einer Vorgängerfassung erhielten die neue Fassung kostenlos.

## Modding
Der enthaltene Editor ermöglichte es Hobbyentwicklern, neue Missionen, Kampagnen oder Multiplayerkarten zu entwickeln. Im Laufe der Jahre entstanden diverse Mods.

## Rezeption
GameStar vergab eine Auszeichnung in Gold und bezeichnete Operation Flashpoint als „Taktik-Shooter der Extraklasse mit filmreifer Story“. Rüdiger Steidle von PC Games bezeichnete Operation Flashpoint als „Überraschungshit des Jahres“. Florian Stangl bemerkte, dass es sich fortgeschrittene Spieler richte. Christian Müller von PC Action hob die enorme spielerische Freiheit hervor. Auch der Schwierigkeitsgrad, der über die Zielhilfen wirke, sei gut gelöst. Lediglich die Speicherfunktion sei rudimentär. Sein Kollege Harald Fränkel bemerkte die Spannung, die das Spiel erzeuge.
Für M! Games käme die Konsolenfassung zu spät und sei technisch beschämend in der Präsentation mit hakeliger Steuerung.
Der Verband der Unterhaltungssoftware Deutschland verlieh seinen Verkaufspreis in Platin für 200.000 verkaufte Exemplare im deutschsprachigen Raum.

## Trivia
Einige der im Spiel vorkommenden Inseln sind zumindest in ihren geografischen Umrissen echten Inseln nachempfunden. So sind die Silhouetten von Kolgujew identisch mit denen der spanischen Insel Teneriffa, die Insel Everon gleicht der kroatischen Insel Krk und für Malden wurde als Vorbild die griechische Insel Lefkada verwendet. Die im Osten von Lefkada gelegene Insel Meganisi diente als Vorbild für die Wüsteninsel Desert Island.